# Evropa 2
Evropa 2 (littéralement « Europe 2 » en tchèque) est une station de radio tchèque axée à la pop, appartenant jusqu'en 2018 à Lagardère Active, affilié au groupe Lagardère. Elle appartient désormais au groupe Czech Media Invest de Daniel Křetínský.
La station a été créée en 1990 et elle est station sœur de la radio slovaque Europa 2 (sk) et de la radio française Europe 2. La signature musicale d'Evropa 2 est identique à celle de Europe 2.

## Identité visuelle

### Historique des logos

Ancien logo de 1990 à 2006, identique à l'ancien d'Europe 2 dans les années 1990
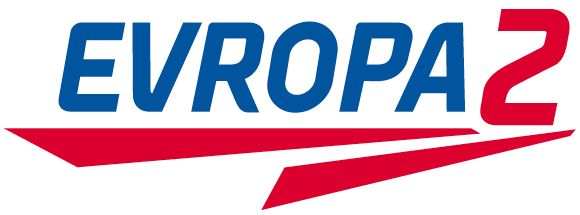
Logo actuel de la station depuis 2006